# Die Auferstehung und Himmelfahrt Jesu

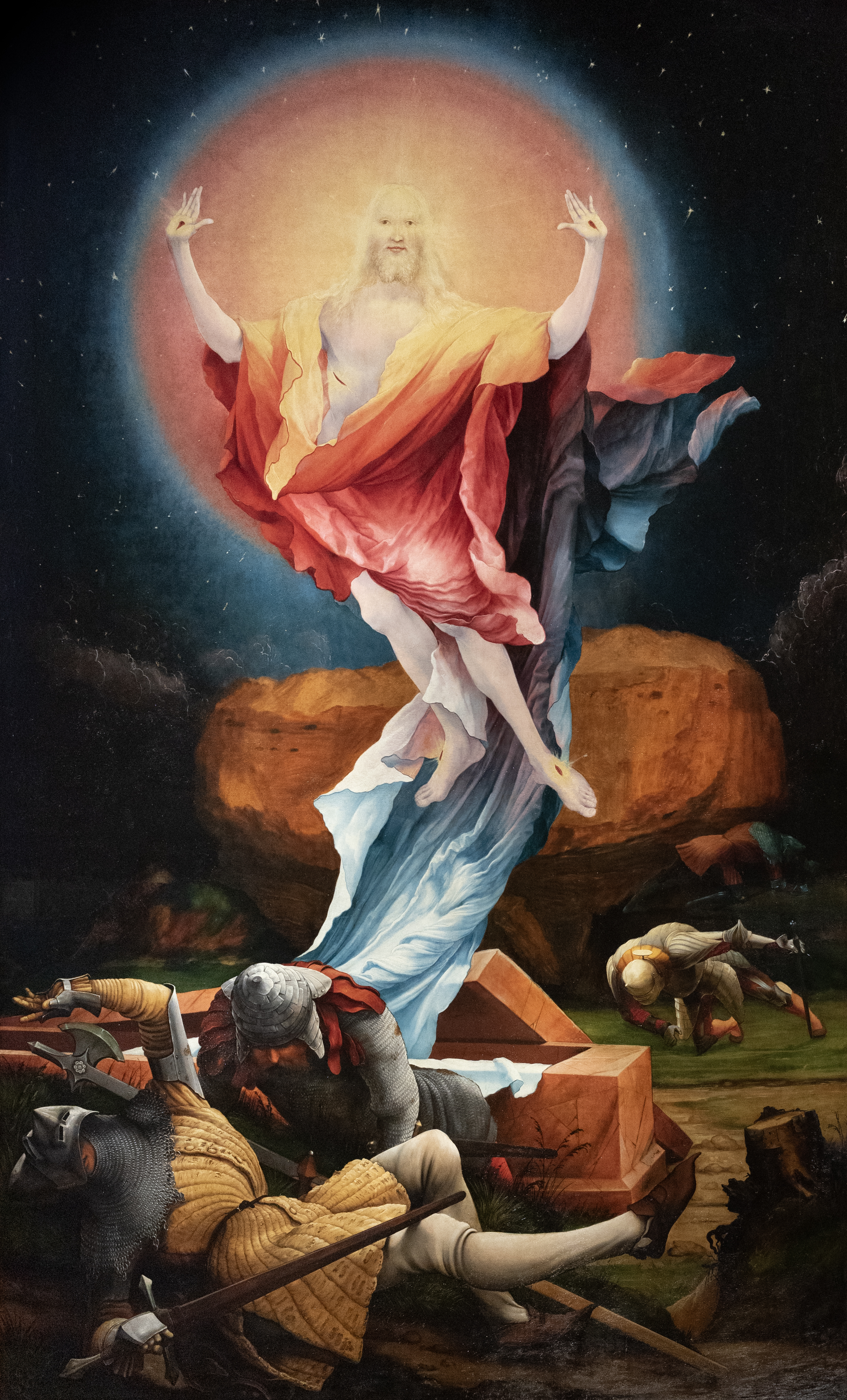
Auferstehung Jesu (Matthias Grünewald, Isenheimer Altar)

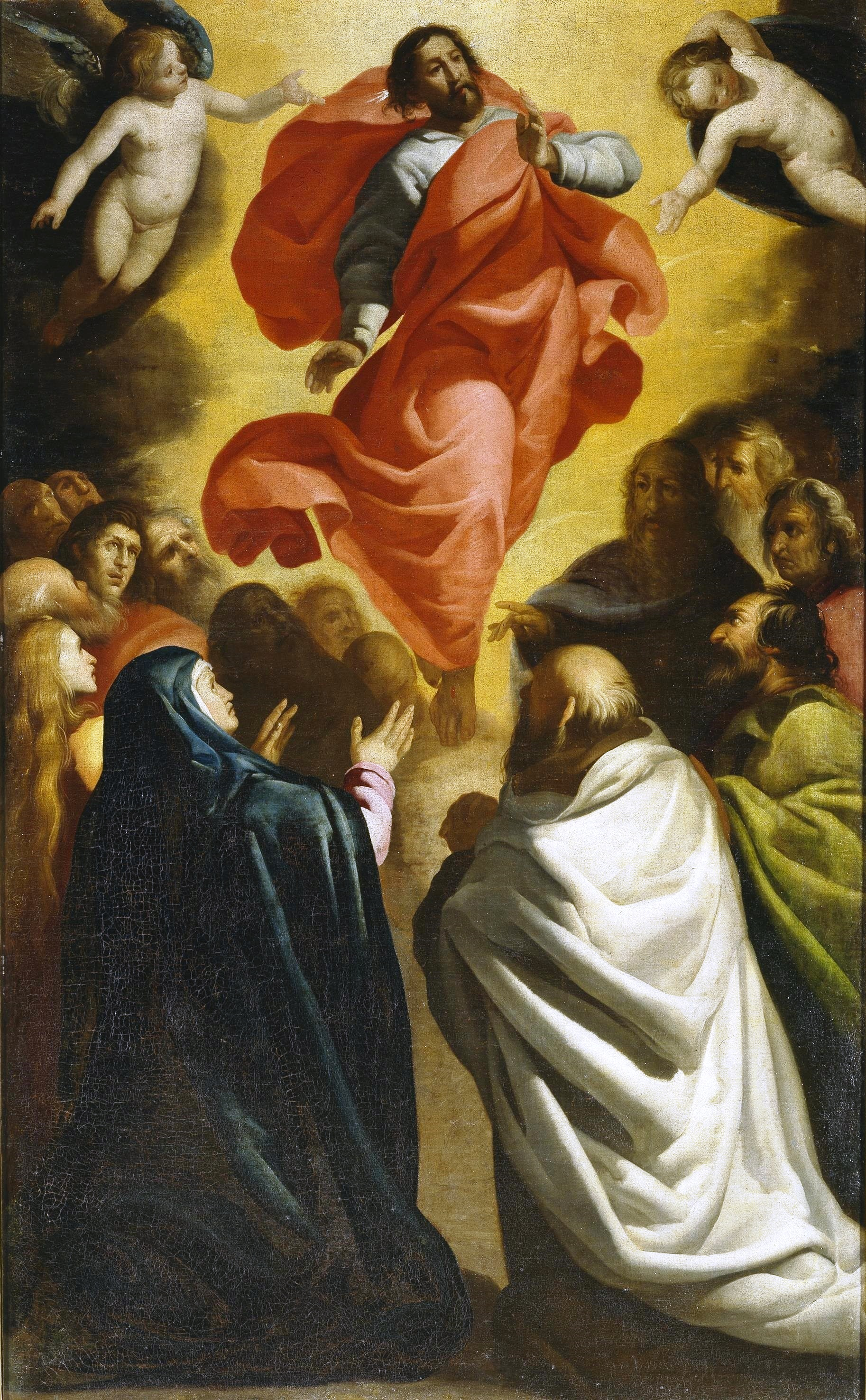
Christi Himmelfahrt (Antonio Lanchares)

Die Auferstehung und Himmelfahrt Jesu (BR-CPEB Ds3; Wq 240; H 777) ist ein Oratorium von Carl Philipp Emanuel Bach, in dem die Auferstehung und Himmelfahrt Christi besungen werden. Die erste nachgewiesene Aufführung des Werks fand am 2. April 1774 statt. Neben Die Israeliten in der Wüste und Die letzten Leiden des Erlösers ist Die Auferstehung und Himmelfahrt Jesu eines der drei großen Oratorien Carl Philipp Emanuel Bachs.

## Besetzung
Die vokale Besetzung des Oratoriums besteht aus drei Solostimmen (Sopran, Tenor, Bass) und einem vierstimmigen gemischten Chor. Das Orchester besteht aus Streichern, zwei Flöten, zwei Oboen, Fagott, zwei Hörnern, drei Trompeten, Pauken und Basso continuo (Cembalo).

## Entstehungsgeschichte
Bereits 1760 entstand das Libretto, das von Karl Wilhelm Ramler als Abschluss einer Trilogie von Oratorienlibretti (nach Der Tod Jesu und Die Hirten bei der Krippe zu Bethlehem) verfasst wurde. Georg Philipp Telemann vertonte dieses im Empfindsamen Stil geschriebene Libretto bereits 1760. Die Uraufführung von Bachs Komposition fand im privaten Rahmen am Ostersonntag 1774 in Hamburg statt. Vermutlich hatte Bach das Werk in den Monaten zuvor komponiert. Zur ersten öffentlichen Aufführung kam es erst am 18. März 1778 im Concertsaal auf dem Kamp in Hamburg. Zwischen diesen beiden Aufführungen hatte Bach sein Oratorium überarbeitet. Mit der Überarbeitung des Werks, in Zusammenarbeit mit dem Librettisten Ramler, fuhr er bis 1784 fort. Die ersten Aufführungsorte legen nahe, dass Bach das Oratorium von vornherein für Aufführungen im Konzertsaal und nicht für Aufführungen in der Kirche vorgesehen hatte. Zudem enthält das Werk keinen Choral, was für die Kirchenmusik der damaligen Zeit sehr ungewöhnlich gewesen wäre.

## Literarischer Aufbau und musikalischer Ablauf
Das Oratorium besteht aus 22 Nummern, die auf zwei etwa gleich lange Teile aufgeteilt sind. Der erste Teil handelt von der Auferstehung Jesu, der zweite Teil von Christi Himmelfahrt. Dabei sind den Sängern keine konkreten literarischen Rollen zugeordnet, und es wird durch Musik und Text auch keine dramatische Handlung beschrieben. Stattdessen werden in den Arien und Chören Empfindungen, Gedanken und Gefühle dargestellt, die Auferstehung und Himmelfahrt Jesu reflektieren. In der Regel beziehen sich diese auf das jeweils vorausgegangene Rezitativ. Die Rezitative nehmen Bezug auf die biblische Handlung und enthalten auch einige Dialoge, die allerdings nicht in verteilten Rollen gesprochen werden. Ramlers Librettotext beruht zwar teils auf biblischen Texten, besteht jedoch vorwiegend aus originärer Dichtung; gelegentlich sind Bibelzitate eingestreut (zum Beispiel: „Tod! Wo ist dein Stachel?“, 1 Kor 15,55 ).
Beide Oratorienteile beginnen mit einer nur von den Streichern gespielten Einleitung und enden mit einer Chorfuge. Ein mehrfach wiederkehrendes Motiv (zuerst in Nr. 5) ist ein mit dem Wort „Triumph“ einsetzender, durch die Verwendung von Pauken und Trompeten besonders prächtig wirkender Chorabschnitt. Die Rezitative im ersten Teil beschreiben unter Einbezug eines Verses aus Psalm 114 die Naturphänomene, die mit Jesu Auferstehung einhergehen, die Ankunft von Erzengel Michael (beides in Nr. 3), das Betreten des offenen Grabs durch einige Frauen aus Jerusalem (Nr. 6) und die Begegnungen von Jesus mit Maria Magdalena (Nr. 8) und den übrigen Frauen (Nr. 10). Das erste Rezitativ (Nr. 14) im zweiten Teil ist mit 43 Textzeilen ungewöhnlich lang und handelt von der Begegnung Jesu mit den Emmausjüngern. Der Inhalt der anderen beiden Rezitative ist das Erscheinen Jesu vor elf ausgewählten Jüngern, die Belehrung des ungläubigen Thomas (beides in Nr. 17) und die Himmelfahrt im Kreise seiner Gefährten (Nr. 20). Die längste Nummer des Oratoriums ist der Jubel und Lobpreisungen enthaltende Schlusschor (Nr. 22). Er besteht aus zwei Teilen: Auf einen längeren größtenteils homophonen Chorabschnitt folgt eine Chorfuge über die Worte „Alles, was Odem hat, lobe den Herrn! Halleluja!“ aus dem Psalm 150.
Die Aufführungsdauer beträgt ungefähr 70 bis 75 Minuten.

## Inhalt
Erster Teil
1. Einleitung (orchestral)
2. Chor („Gott! Du wirst seine Seele“)
3. Rezitativ („Judäa zittert“)
4. Arie („Mein Geist voll Furcht und Freuden“)
5. Chor („Triumph! Triumph!“)
6. Rezitativ („Die frommen Töchter“)
7. Arie („Wie bang hat dich mein Lied beweint“)
8. Rezitativ („Wer ist die Sionitin“)
9. Duett („Vater deiner schwachen Kinder“)
10. Rezitativ („Freundinnen Jesu“)
11. Arie („Ich folge dir“)
12. Chor („Tod! Wo ist dein Stachel?“)
Zweiter Teil
13. Einleitung (orchestral)
14. Rezitativ („Dort seh’ ich aus den Toren Jerusalems“)
15. Arie („Willkommen, Heiland“)
16. Chor („Triumph! Triumph!“)
17. Rezitativ („Elf auserwählte Jünger“)
18. Arie („Mein Herr, mein Gott“)
19. Chor („Triumph! Triumph!“)
20. Rezitativ („Auf einem Hügel“)
21. Arie („Ihr Tore Gottes“)
22. Chor („Gott fähret auf mit Jauchzen“)

## Wirkungsgeschichte
Die Aufführung am 18. März 1778 war ein großer Erfolg. Die Zeitung Hamburgischer Correspondent schrieb: „Unsere Tonkünstler und Sänger beeiferten sich um die Wette, ihre Talente in der Komposition dieser starken und ausdrucksvollen Musik zu zeigen.“ Im Jahr 1787 wurde das Oratorium vom Verlag Breitkopf in Druck gegeben. In einem Brief an den Verleger Johann Gottlob Immanuel Breitkopf bemerkte Bach, dass der Erfolg von Die Auferstehung und Himmelfahrt Jesu für mehrere Jahre anhalten werde, da es eines seiner wichtigsten Meisterwerke sei und junge Komponisten davon lernen könnten. 1788 dirigierte Wolfgang Amadeus Mozart, kurz vor Bachs Tod, drei Aufführungen des Oratoriums in Wien. Hierzu hatte Mozart einige Änderungen am Werk vorgenommen. Bei dieser Gelegenheit erfuhr der abwesende Hamburger Komponist noch einmal eine außergewöhnliche Ehrung: „In der Aufführung am 4ten März ließ der Hr. Graf (van Swieten) das in Kupfer gestochene Bildniß des Hrn. Capellmeist. Bach im Saale herumgehen. Die anwesenden Fürstinnen und Gräfinnen und der ganze sehr glänzende Adel bewunderten den großen Componisten, und es erfolgte ein hohes Vivat, und eine dreyfache, laute Beyfallsbezeugung.“

## Diskografie
- Passacaille PAS1115: Il Gardellino, Vlaams Radiokoor, Bart Van Reyn
- Hyperion CDA67364: Ex Tempore, La Petite Bande, Sigiswald Kuijken
- Phoenix PE456: Rheinische Kantorei, Das Kleine Konzert, Hermann Max
- Virgin 0077775906929: Collegium Vocale Gent, Orchestra of the Age of Enlightenment, Philippe Herreweghe